# 華倫汀·納西斯
華倫汀·納西斯博士（英語：Dr. Valentin Narcisse）是一名在HBO電視劇《酒私風雲》中的虛構角色，由傑佛瑞·懷特飾演。納西斯是一位傑出，而且受過高等教育的黑社會人物，他出生在紐約市的哈林區，是一位黑人民族主義演說者，活躍於馬科斯·加維的世界黑人進步協會。

## 靈感來源
納西斯是基於卡斯柏·荷爾斯泰因，一個來自處女群島的紐約黑幫份子，最終成為哈林文藝復興期間哈林區最大的，也是第一個大規模的彩票賭博運作者。

## 反響
納西斯是《酒私風雲》中少數導致幾個值得同情的角色人物搞垮的幕後反派，尤其包括Albert "Chalky" White（米高·K·威廉斯 飾演）和Daughter Maitland（瑪歌·冰咸 飾演）。他的動機往往來自於正確的需要或與人對立的快感，他是為數不多從未展示善良一面的角色之一。雖然傑佛瑞·懷特是在該劇的倒數第二季才加入的，但他的角色經常被認為是該劇最好的反派之一。

## 外部連結
- Dr. Valentin Narcisse Bio （页面存档备份，存于） at HBO.com